# Iké Ugbo
Iké Dominique Ugbo (sinh ngày 21 tháng 9 năm 1998) là một cầu thủ bóng đá chuyên nghiệp thi đấu ở vị trí tiền đạo cho câu lạc bộ Troyes tại Ligue 1. Sinh ra ở Anh, anh thi đấu cho đội tuyển quốc gia Canada.